# Општина Оитуз (Бакау)
Оитуз (рум. Oituz) општина је у Румунији у округу Бакау.
Oпштина се налази на надморској висини од 537 m.